# Trampett
Trampett är en tävlingsgren inom truppgymnastiken med användande av redskapet trampett. Volter genomförs i denna gren genom att springa fram till trampetten och där göra en volt/hopp. Trupperna visar även upp tre varv när de tävlar. Det bedöms inom tre delar - svårighet, utförande och komposition. 
En trampett har en resårduk som man hoppar på. Runt om finns 25-45 fjädrar vars fjädring avgör hur mycket studs man får. På fjädrarna sitter ett skydd som gör att man inte skadar sig. För att hålla upp allt finns en ställning. Den kan vara både lutande och nästan helt platt beroende på hur man hoppar.

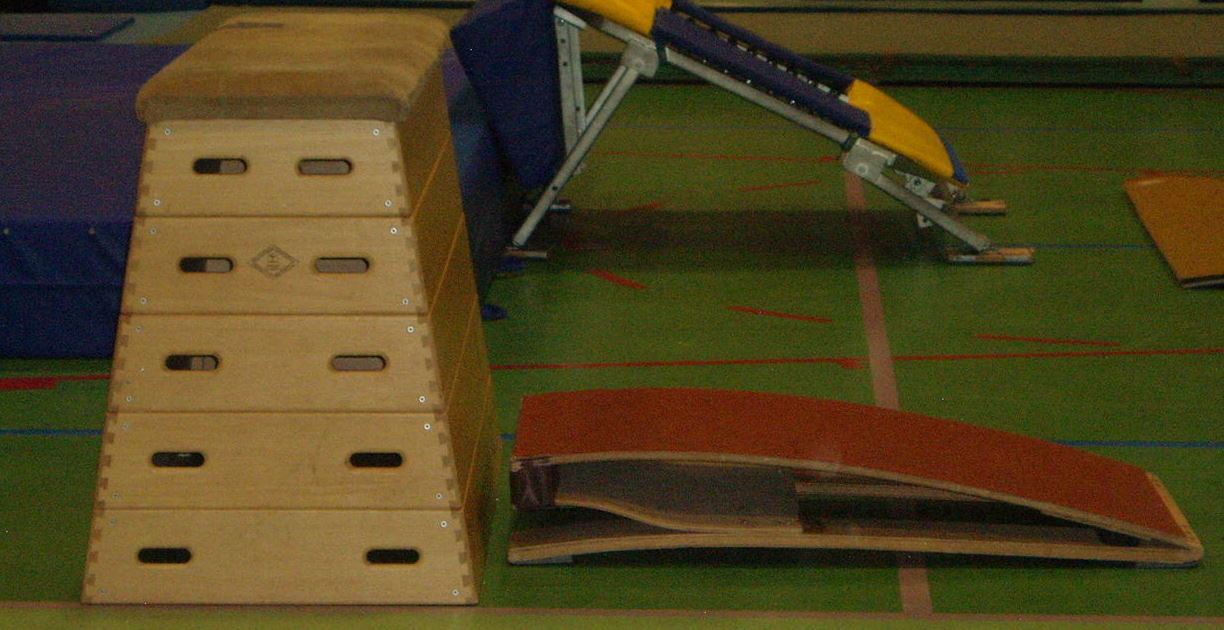
Till höger en satsbräda eller språngbräda.

Satsbräda eller språngbräda är en mindre variant som ofta är tillverkad av trä. Denna används främst vid enkelt upphopp inom gymnastik, exempelvis när man hoppar bock. Den förekommer inom skolidrott. Språngbräda är även ett uttryck.